# منسا
منسا (به انگلیسی: Mensa) یک انجمن بین‌المللی تیزهوشان با گروه‌های متعدد ملی و منطقه‌ای در سراسر جهان است که اقدام به گردآوری افراد دارای بهره هوشی بالا کرده و با برنامه‌ها سازماندهی شده، سعی در استفاده هر چه بهتر از هوش اعضا دارد.
این انجمن در سال ۱۹۴۶ به همت یک وکیل اتریشی به نام رولند برییل و یک دانشمند و وکیل انگلیسی به نام دکتر لنسلوت ور با هدف جمع کردن افراد هوشمند، صرف‌نظر از هر نوع گرایش، ملیت، مذهب و ... وخدمت به آنها، پایه‌گذاری شد. منسا در زبان لاتین به معنای «میز» است که این نام به نوعی به هدف این انجمن اشاره دارد که گردآوری افراد هوشمند به دور یک میزگرد با شرایط کاملاً برابر است. از جمله اهداف اصلی انجمن منسا می‌توان به شناسایی، تقویت و استفاده از هوش انسانی در جهت منافع انسانیت، تشویق به پژوهش درباره طبیعت، مشخصات و کاربردهای هوش انسانی و افزایش تحریکات هوشمندانه با کمک ایجاد فضای مناسب جهت تعامل و مشارکت بین اعضا اشاره کرد.
انجمن تیزهوشان جهان نشریه‌ای دارد که در راستای اهداف انجمن، مقالات تحقیقاتی پژوهشگران هوش و توانایی‌های مغز انسان را منتشر می‌کند. علاوه بر این، منسا نشریات دیگری نیز دارد که به ارائه مقالات مورد علاقه اعضا و نقد و بررسی آن‌ها می‌پردازد.

## عضویت

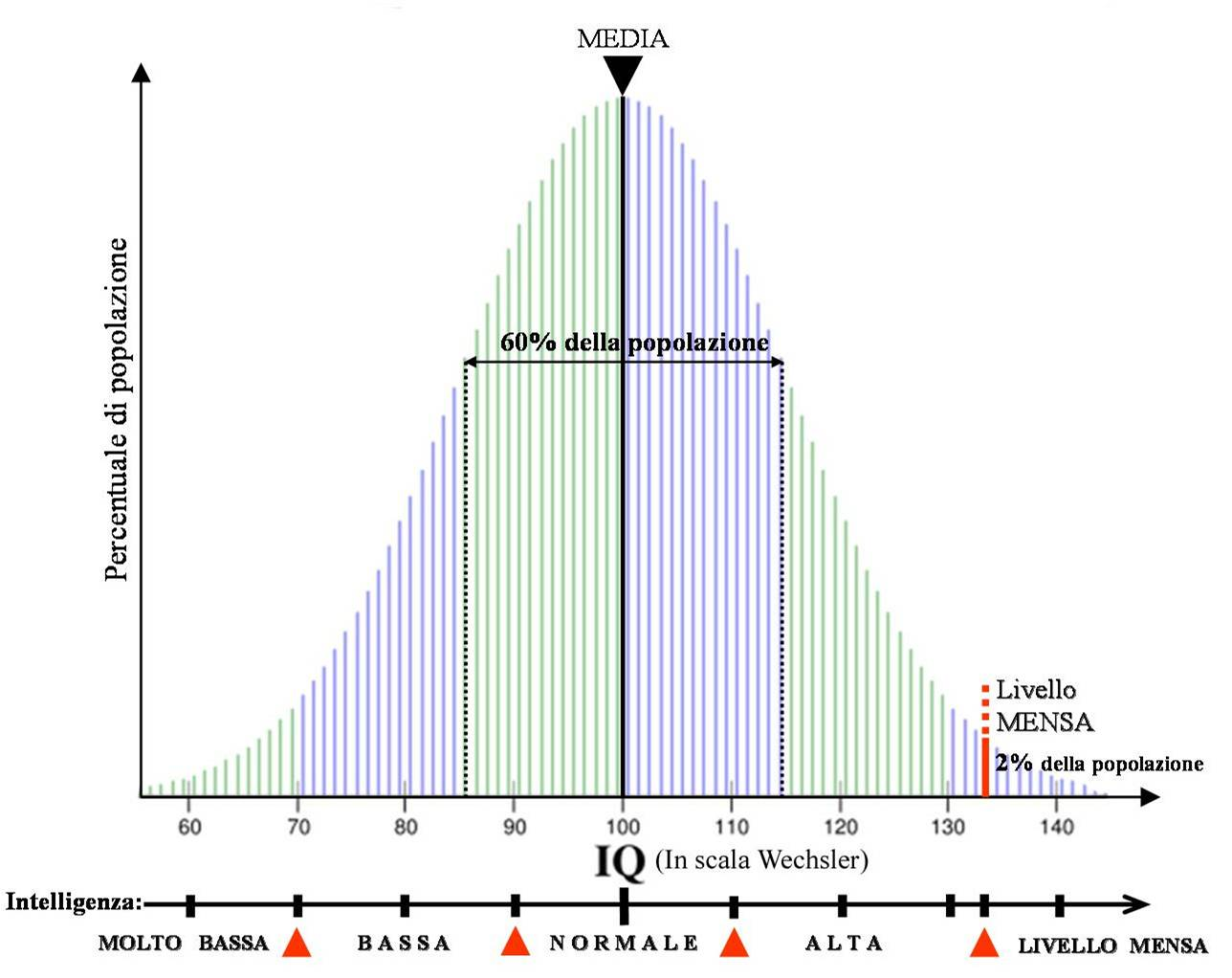
سطوح هوش

شرط عضویت در انجمن جهانی تیزهوشان، کسب امتیاز لازم در یکی از آزمون‌های تعیین ضریب هوشی انجمن یا سایر آزمون‌های معتبر و استاندارد مورد تأیید انجمن است. نحوه رده بندی نتایج حاصل از آزمون به این صورت است که نتیجه آزمون بر حسب فراوانی مدل سازی شده و با نمودار استاندارد مطابقت داده می‌شود و جایگاه هر یک از شرکت‌کنندگان در آزمون نسبت به سایر افراد مشخص می‌شود و کسانی که بالاترین امتیاز را در گروه شرکت‌کننده خود کسب کنند، امکان عضویت در منسا را به دست می‌آورند.
متاسفانه شهروندان برخی کشورها بدلیل عدم دسترسی به سنجش مناسب از عضویت در این انجمن محروم‌اند.